# Téviec
Téviec ou Théviec est un îlot privé situé à l'ouest de l'isthme de la presqu'île de Quiberon, à Saint-Pierre-Quiberon en Bretagne.
L'île est un important site archéologique du Mésolithique.

## Protection
Téviec fait partie des zones de protection spéciale (ZPS) du « massif dunaire Gâvres-Quiberon et zones humides associées » et de la « Baie de Quiberon », des sites d'intérêt communautaire (SIC) selon la directive Oiseaux.
L'îlot fait l'objet d'un arrêté préfectoral de protection de biotope (APPB) qui vise la préservation de biotopes variés, indispensables à la survie d’espèces protégées spécifiques, depuis le 12 janvier 1982 (via le conservatoire du littoral). L'accostage sur la plage est autorisé ; cependant l’accès à l’îlot est formellement interdit sous peine de poursuite judiciaire.

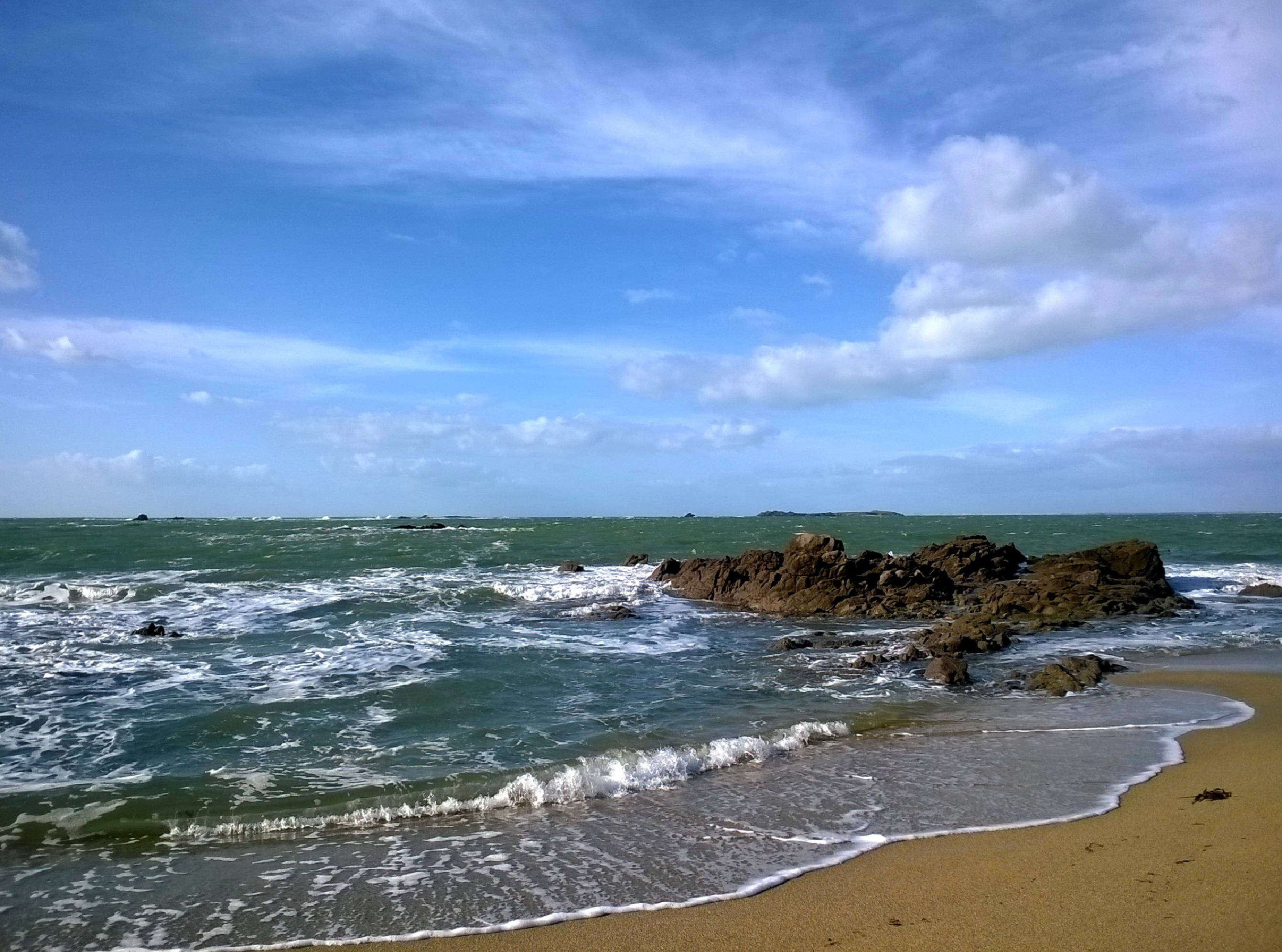
L'île de Téviec vue depuis la plage du Pouladen.

## Site archéologique mésolithique

### Contexte

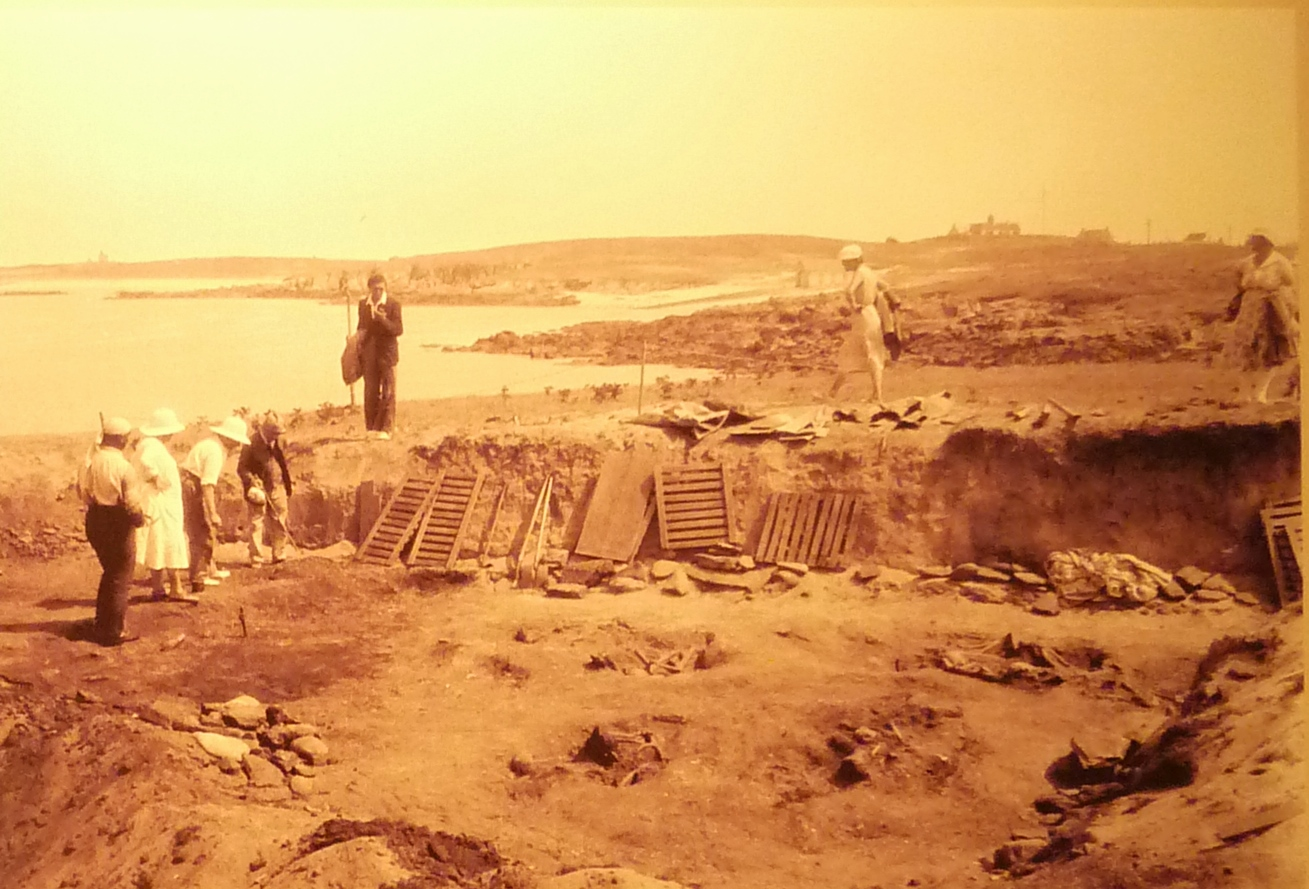
Vue d'ensemble du site des fouilles de la nécropole de Téviec (photographie prise par Saint-Just Péquart au début de la décennie 1930)

Téviec fait partie des rares sites du Mésolithique subsistant en Bretagne, avec la Pointe de la Torche, Hoedic et Beg-er-Vil sur la presqu’île de Quiberon. Un habitat et un cimetière de cette période y ont été découverts et fouillés de 1928 à 1930 ou 1928 à 1934 par un couple d'amateurs d'archéologie lorrains, Marthe et Saint-Just Péquart.
À l'époque de l'occupation, entre 5 500 et 5 300 av. J.-C., l'îlot était rattaché au continent ; c'était au Mésolithique une pointe rocheuse car le niveau de la mer était plus bas de 12 mètres par rapport à nos jours. L'habitat était installé sur un amas coquillier ayant livré les restes de nombreux mollusques marins, de crustacés, de seiche, de poissons (labridés), d'oiseaux (dont des pingouins, des canards, des bécasses ou des pygargues), des cétacés et des mammifères terrestres (sanglier, cerf, aurochs, chevreuil, chien, etc.), ainsi que des résidus de taille de silex.
C'est dans ces zones de vie et de rejet des déchets coquilliers que les chasseurs-cueilleurs ont enterré certains de leurs défunts. Les coquillages ont permis la très bonne conservation des sépultures, leur carbonate isolant les ossements du sol acide.

### Découvertes

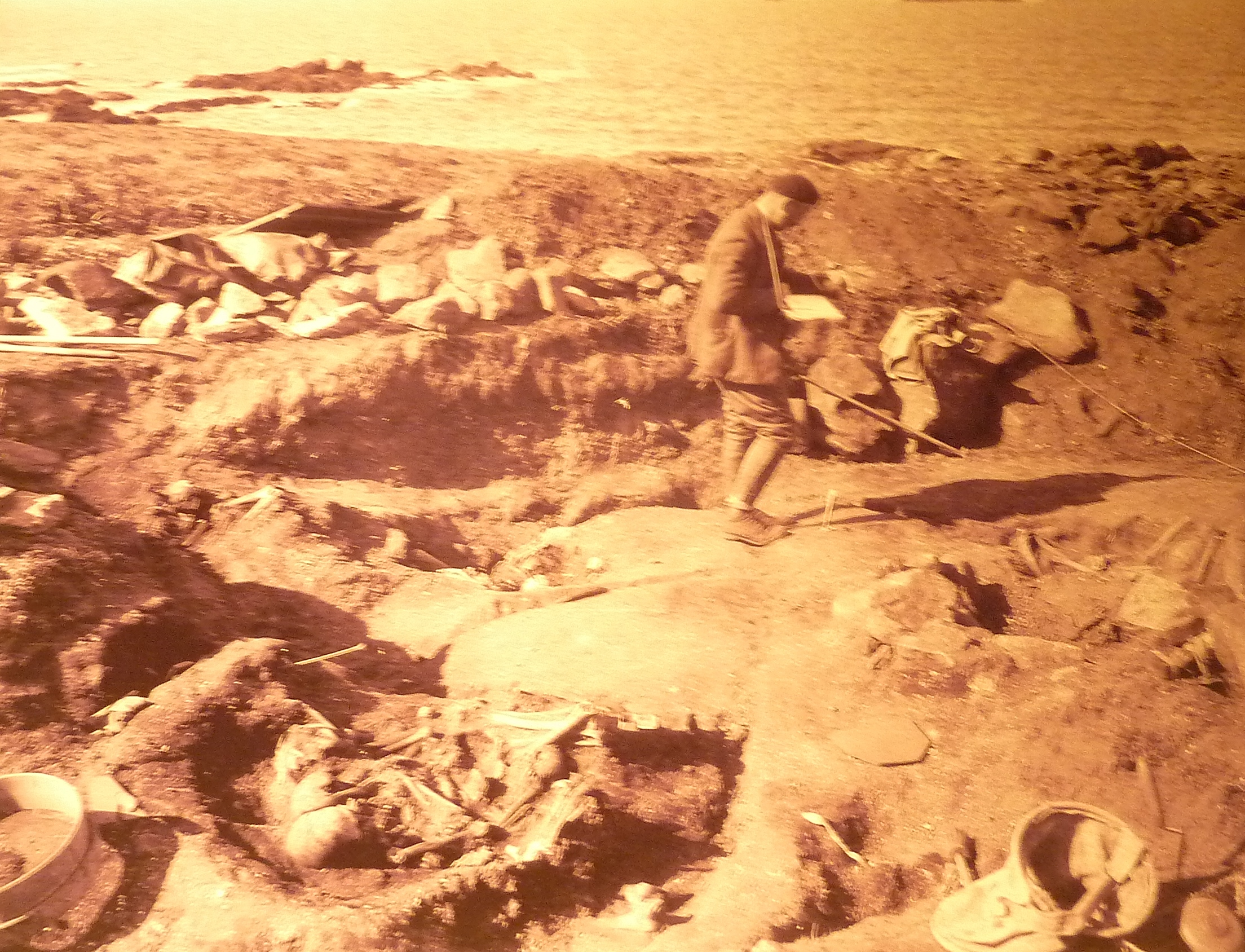
Vue générale de la nécropole de Téviec (photographie par Saint-Just Péquart)

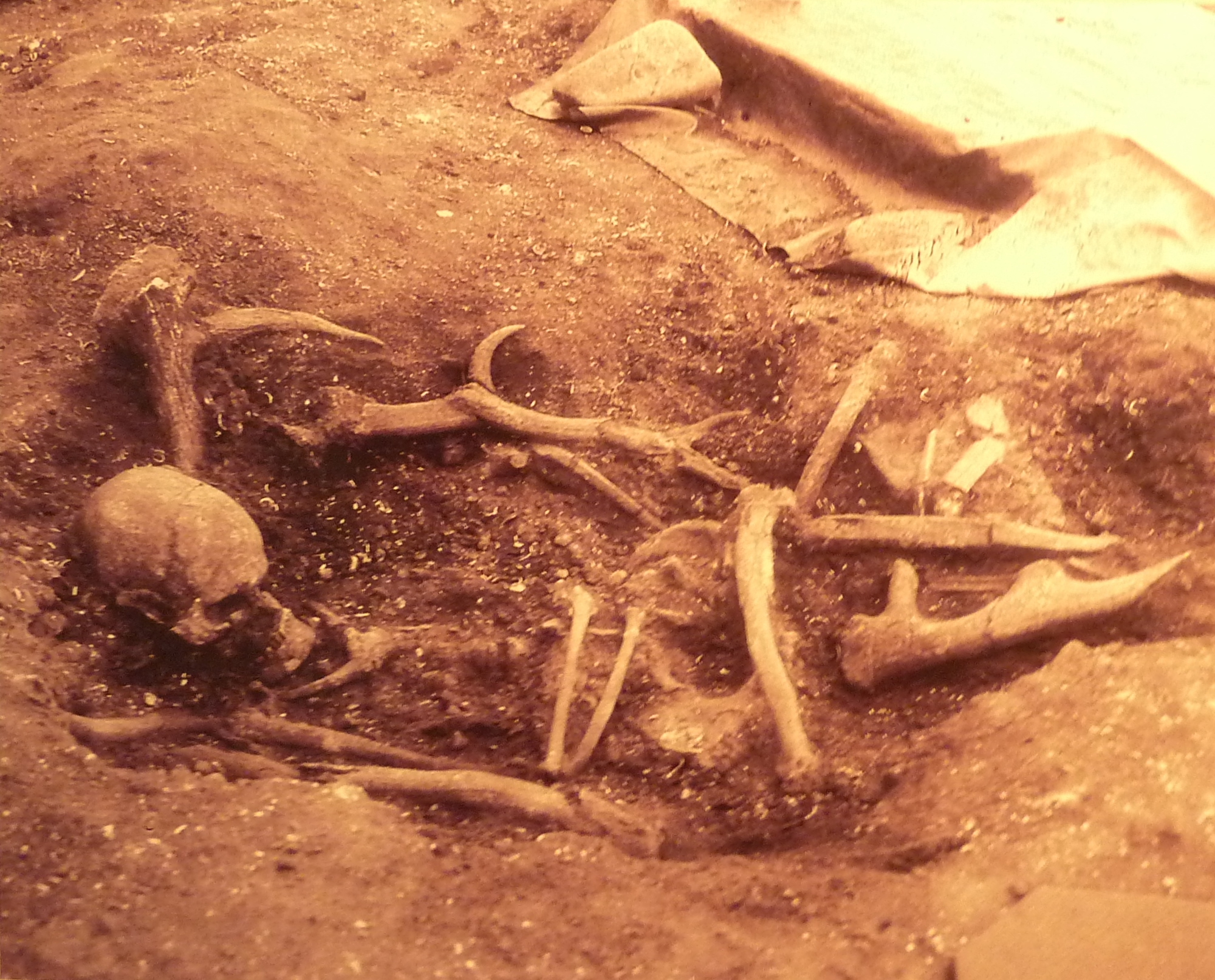
La sépulture "K" de Téviec (photographie par Saint-Just Péquart prise en 1929)

Téviec porte à son extrémité Nord-Ouest, sur une terrasse marine recouvrant le socle granitique, un amas coquillier d'une quinzaine de mètres de longueur et d'une épaisseur de 0,60 m à 1 m. Cette butte gorgée de débris de cuisine (coquillages, oiseaux marins) est signalée par l'archéologue plouharnelais Félix Gaillard en 1883 qui met au jour du mobilier lithique et des restes animaux. Le préhistorien breton Zacharie Le Rouzic conduit les Péquart sur ce site qu'il n'a pas la possibilité matérielle de fouiller lui-même (il n'a ni bateau ni argent), en insistant auprès d'eux sur son importance. Les campagnes de fouilles des Péquart, de 1928 à 1934, leur permettent de découvrir que la butte correspond à un tumulus de pierres sèches qui recouvre dix fosses sépulcrales creusées dans l'épaisseur de l'amas, matériau meuble qui facilite l'inhumation et dont les vides permettent aux esprits de sortir de terre. Ces fosses sont des sépultures individuelles ou multiples (jusqu'à six défunts dans l'une des tombes) qui renferment 23 individus, adultes et enfants. Les fosses peuvent être recouvertes par des dalles sur lesquelles un foyer funéraire était édifié avec des pierres et renfermait parfois des mandibules de cerf ou de sanglier non calcinées, et par des massifs de pierres (cairns).
Plusieurs des squelettes ont été datés, avec des résultats qui indiquent une occupation globalement située dans le courant du sixième millénaire avant notre ère. Les problèmes particuliers posés par la datation au radiocarbone en milieu littoral (effet réservoir) ne permettent ni d'être plus précis ni d'évaluer exactement la durée d'utilisation du cimetière.
Trois des squelettes mis au jour se trouvent au musée de Préhistoire de Carnac, deux au musée des Antiquités nationales de Saint-Germain-en-Laye, deux au musée des Confluences à Lyon, neuf à l’Institut de paléontologie humaine de Paris. La sépulture A est conservée au muséum de Toulouse. D’autres ont été perdus ou détruits depuis leur découverte.
Les Péquart ont aussi trouvé dans l'amas coquillier des centaines d'objets, principalement des outils en silex et des objets en os et en bois de cervidés. Les vestiges lithiques mis au jour comprennent de nombreux microlithes géométriques correspondant à des armatures de projectiles (« trapèzes », « triangles scalènes larges », etc.).
Certains squelettes portent des traces de mort violente, dont la cause fait l'objet de suppositions : des traces de coups violents sont constatés en 2010 par des médecins légistes sur le crâne des individus de la sépulture A,,,,. 

La sépulture K contenait six squelettes déposés successivement, mais à intervalles rapprochés. L'un des individus (le premier occupant ?) de cette sépulture, un homme d'une vingtaine d'années, a été daté au carbone 14 entre 5 600 et 5 300 avant J.-C. Il a été frappé simultanément par deux projectiles en silex. Pour Grégor Marchand, chercheur au CNRS et spécialiste du Mésolithique, cette sépulture collective serait la trace d'une tuerie,.
En 2016, Bruno Boulestin, anthropologue à l'université de Bordeaux, fait une révision bioarchéologique complète de ces sépultures et de celles du site contemporain d'Hœdic, réévaluant les descriptions faites par les Péquart à partir des documents qu'ils ont laissés et contrôlant l'âge et le sexe des défunts ; il réfute les données établies depuis 2010, parlant pour la sépulture A de « mythe ».

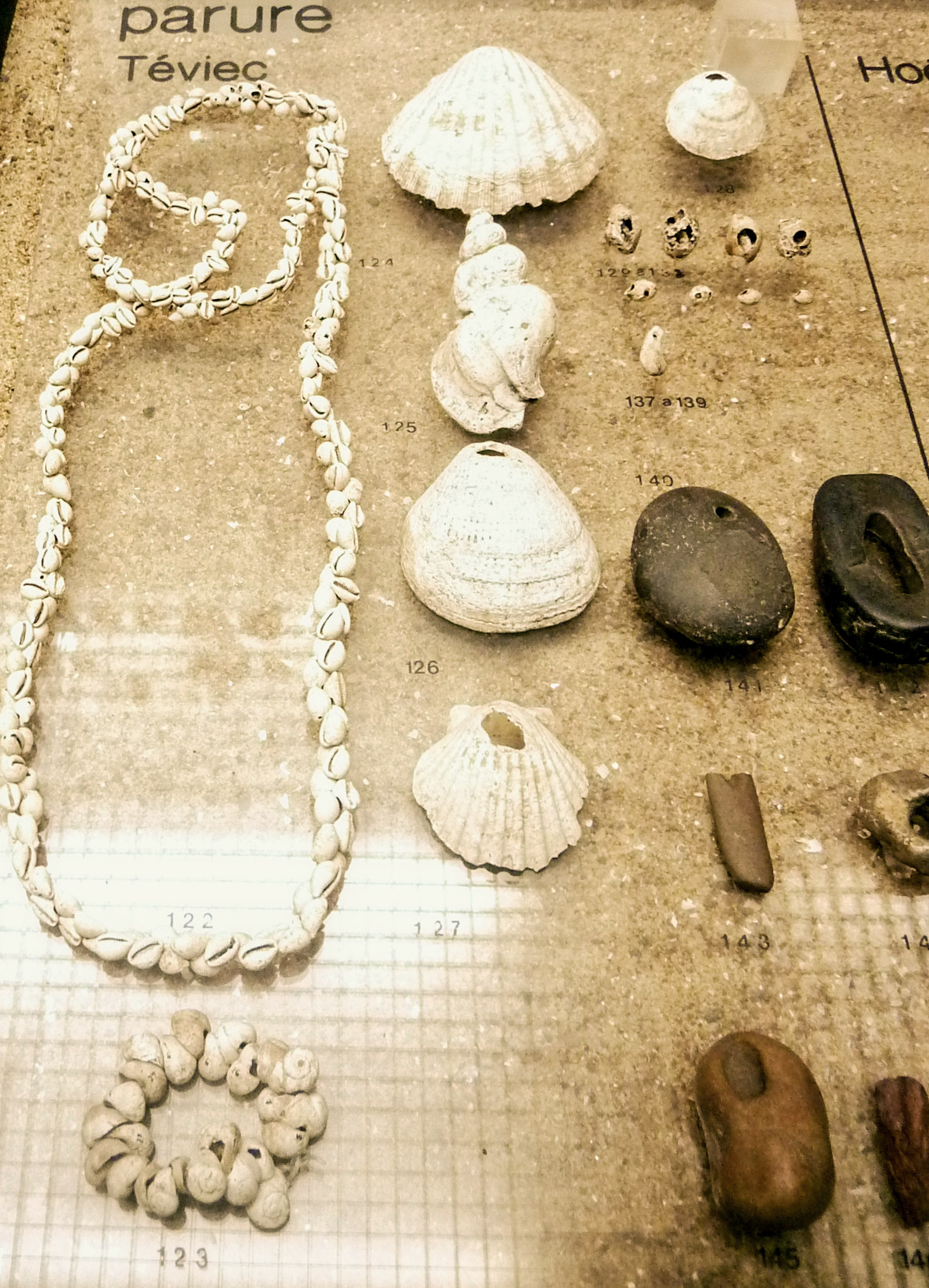
Colliers de coquillages et parures diverses trouvées dans une des tombes mésolithiques de Téviec (Musée de préhistoire de Carnac)
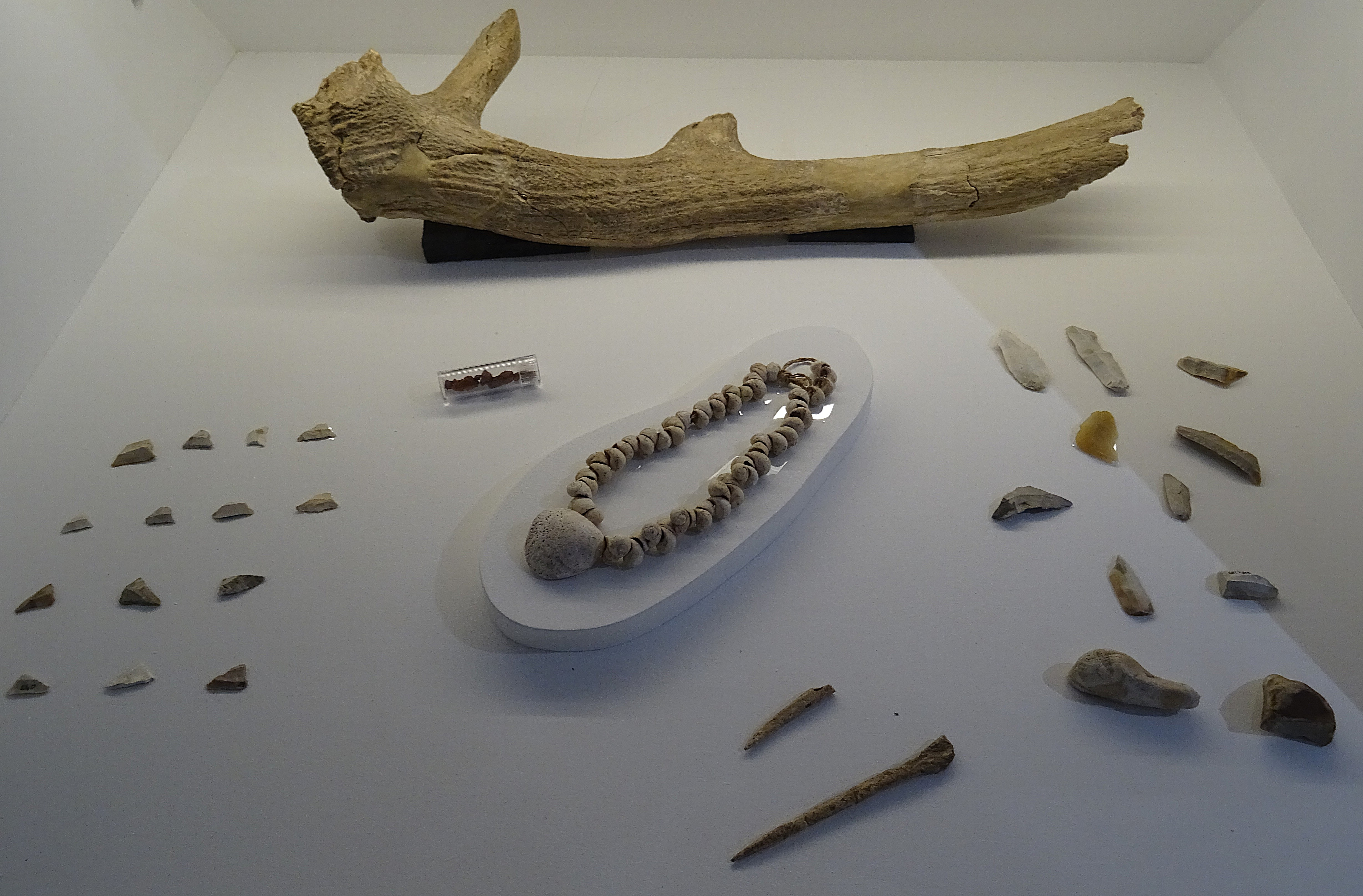
Objets archéologiques provenant de Téviec et Port-Neuf (Hoëdic) (près du plateau des Birvideaux submergé par la mer depuis la Préhistoire) ː en haut de la photographie bois de cerf, au centre collier, en bas poinçons en os de sanglier [exposition "Cités englouties", manoir de Kernault, 2024].

### La sépulture A du muséum de Toulouse

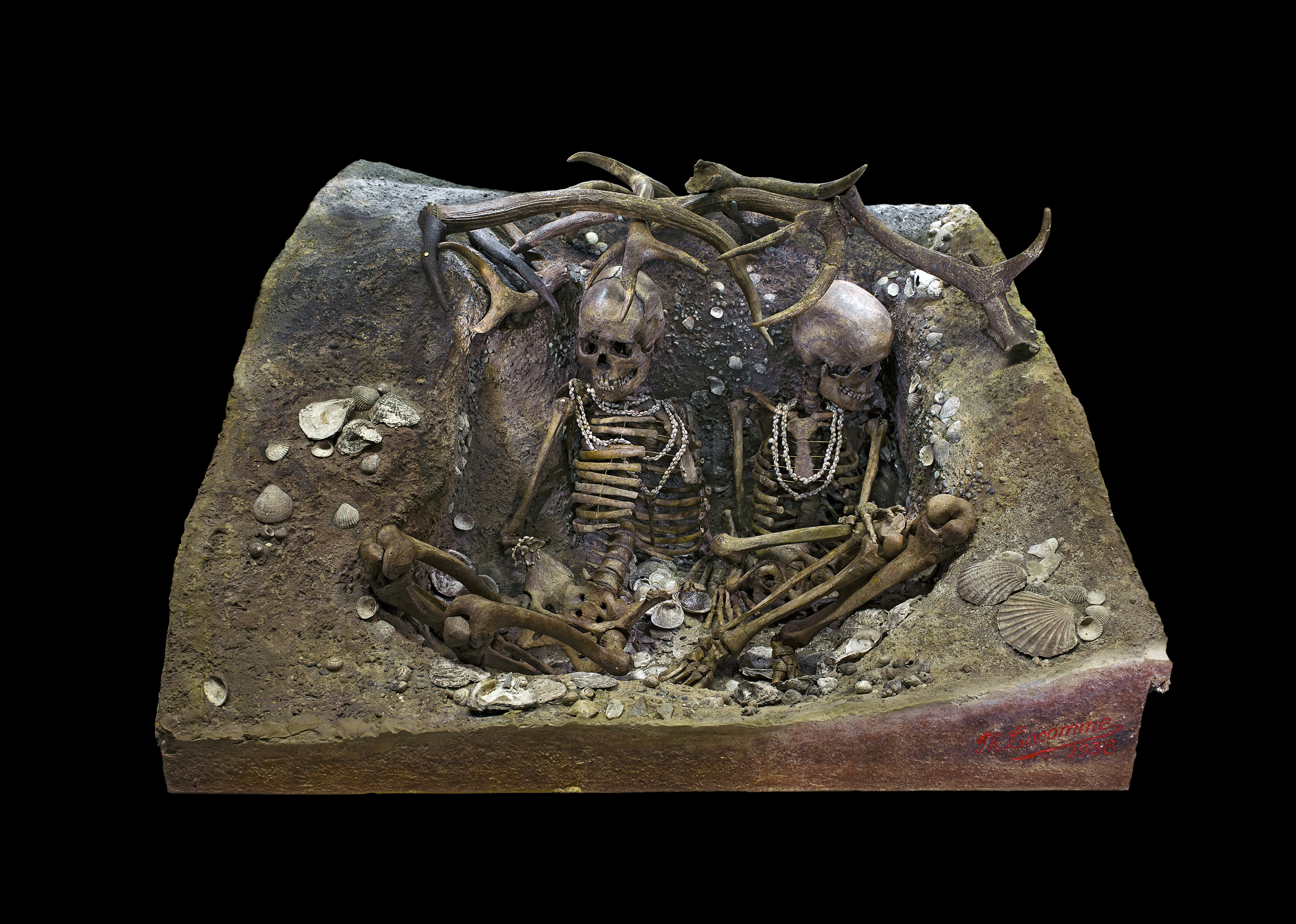
La sépulture de Téviec

Dans cette sépulture, les deux défunts ont été ensevelis avec beaucoup de soin dans une fosse creusée moitié dans le sous-sol et moitié dans l'amas coquillier, et recouverts par des bois de cervidés,. Le mobilier funéraire comprend des silex, de stylets en os, ainsi que des parures constituées de coquilles marines percées et assemblées en colliers ou bracelets. Certains corps sont enduits d'ocre rouge.

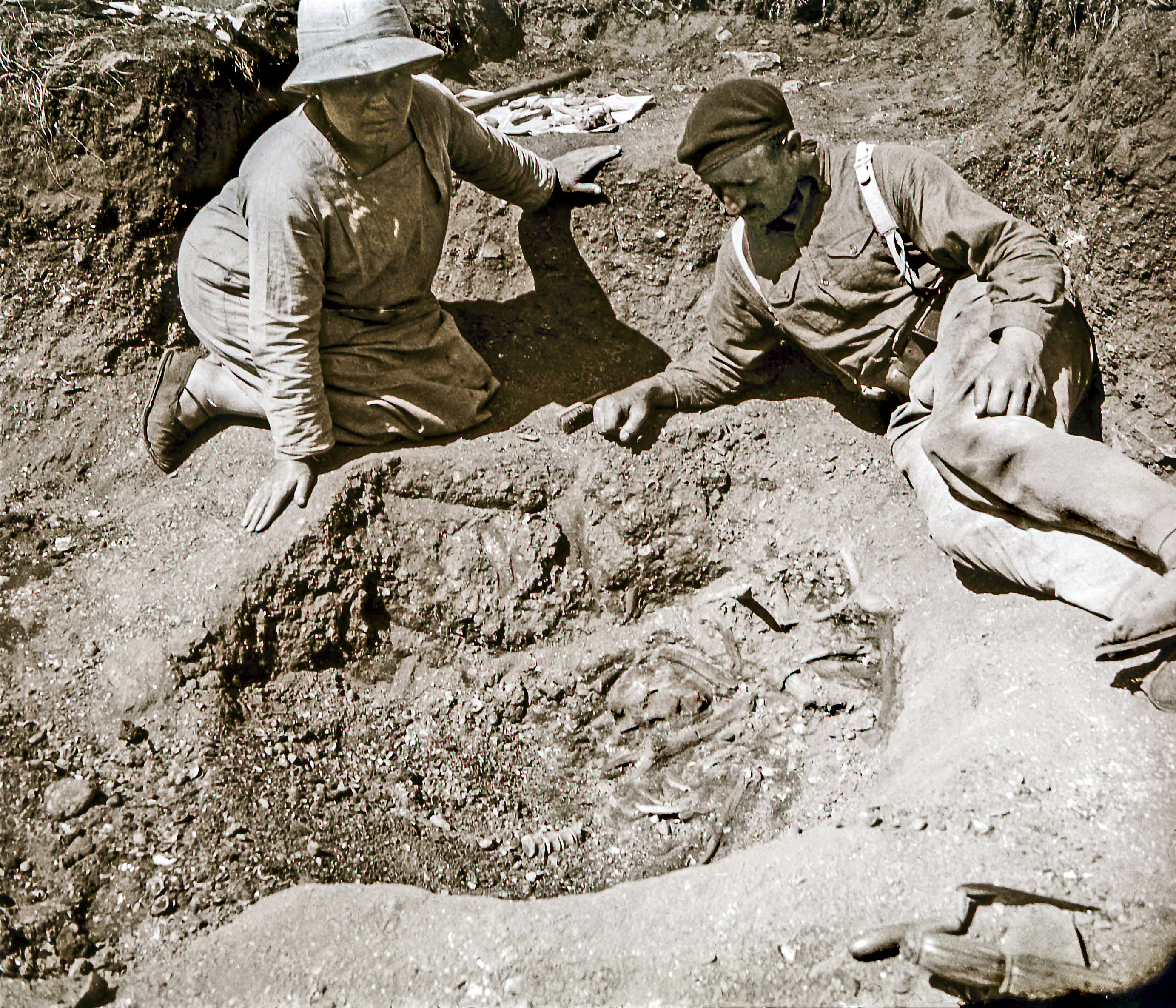
La découvert de la tombe en 1928 par Marthe et Saint-Just Péquart.

Marthe et Saint-Just Péquart, à la suite de Téviec, ont travaillé à la demande d’Henri Breuil au Mas d’Azil dans l’Ariège. C'est durant cette période toulousaine qu'ils ont donné la sépulture A au muséum de Toulouse.
La reconstitution de cette tombe a été confiée à Philippe Lacomme qui, au début du XXe siècle, était le taxidermiste et préparateur du muséum. Il a signé cette œuvre en la datant de 1938. Cette pièce a été conservée depuis dans la galerie de la Préhistoire du Muséum, jusqu’à sa refonte en 1997. En 2010, l'ensemble a été entièrement rénové et la restauration actuelle est due à Benoît Gransac, préparateur du muséum. Cette pièce fait partie d’une exposition temporaire au muséum de Toulouse sur la Préhistoire, qui a reçu le label d’intérêt national.
À l'occasion de cette restauration, les deux squelettes que contient la sépulture ont été réexaminés. Jusque-là, le squelette de droite était donné pour un homme et celui de gauche pour une femme, à la suite des déterminations effectuées par Marcellin Boule et Henri Victor Vallois. L'étude de 2010 conclut qu’il s’agit de deux femmes âgées de 25 à 30 ans,. La révision définitive réalisée en 2016 par Bruno Boulestin a montré qu’en réalité ce diagnostic récent est erroné et que les attributions premières sont correctes : la sépulture contiendrait bien les restes d’une femme (de 18 à 23 ans) et d’un adolescent masculin de 15 à 19 ans.
Par ailleurs, une expertise menée par le paléoanthropologue José Braga et par deux médecins légistes conclut en 2010 à l'existence de coups violents sur la tête d'un des individus et à la présence de flèches ayant entraîné la mort,,,,. Cette conclusion est réfutée par Boulestin, pour qui il n’y a aucune trace de mort violente sur les squelettes de la sépulture A de Téviec (les lésions traumatiques sur le crâne pouvant s'expliquer par le poids de la terre et des pierres surmontant la fosse), cette expertise légiste n'ayant « jamais fait l'objet d'une publication scientifique » et a été exploitée comme « scoop archéologique gore » par les médias.
Des analyses de l'ADN ont également été tentées sur les deux squelettes. Là encore, contrairement à ce qui avait été avancé au moment de la préparation de l'exposition temporaire, elles n'ont donné aucun résultat fiable.

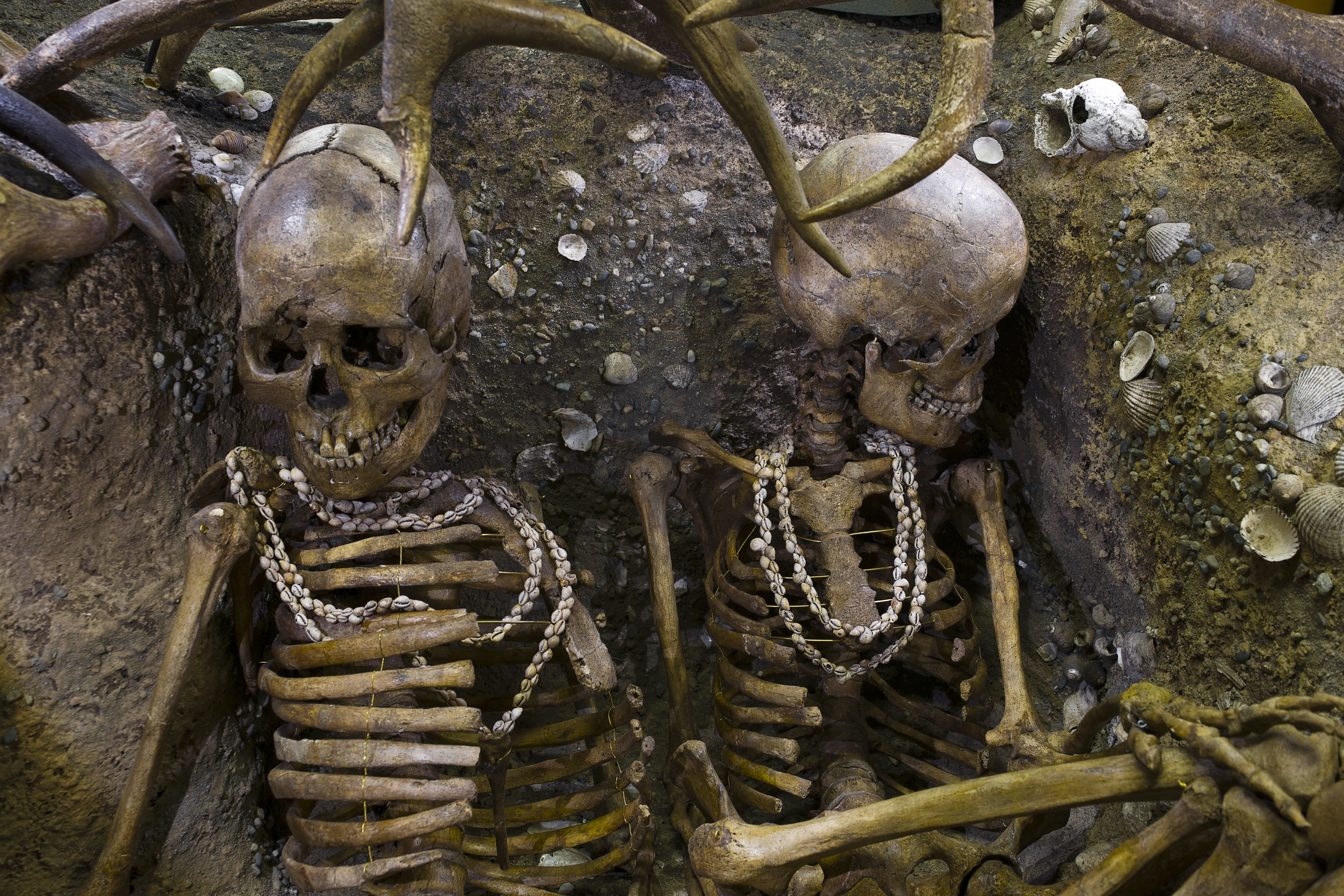
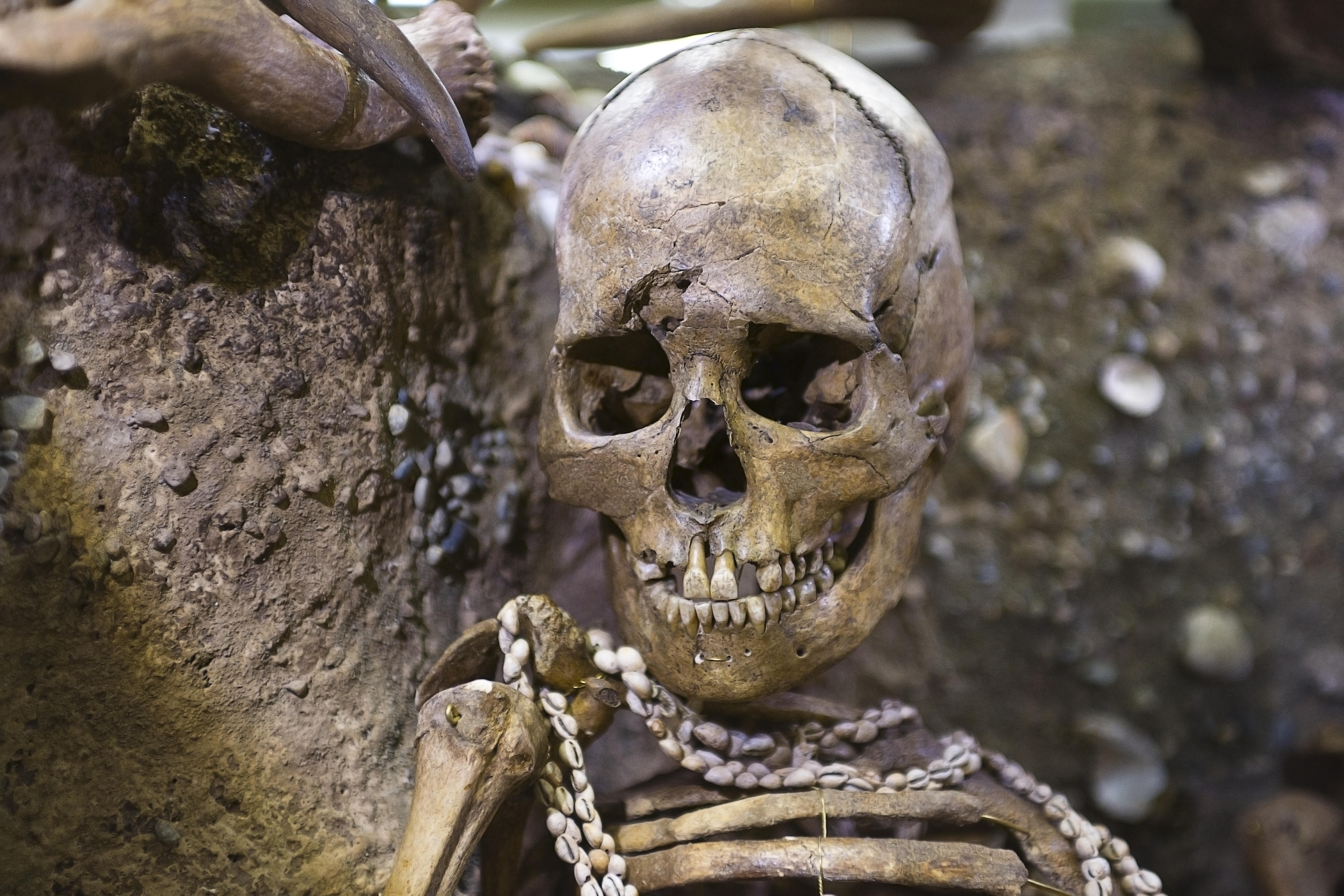
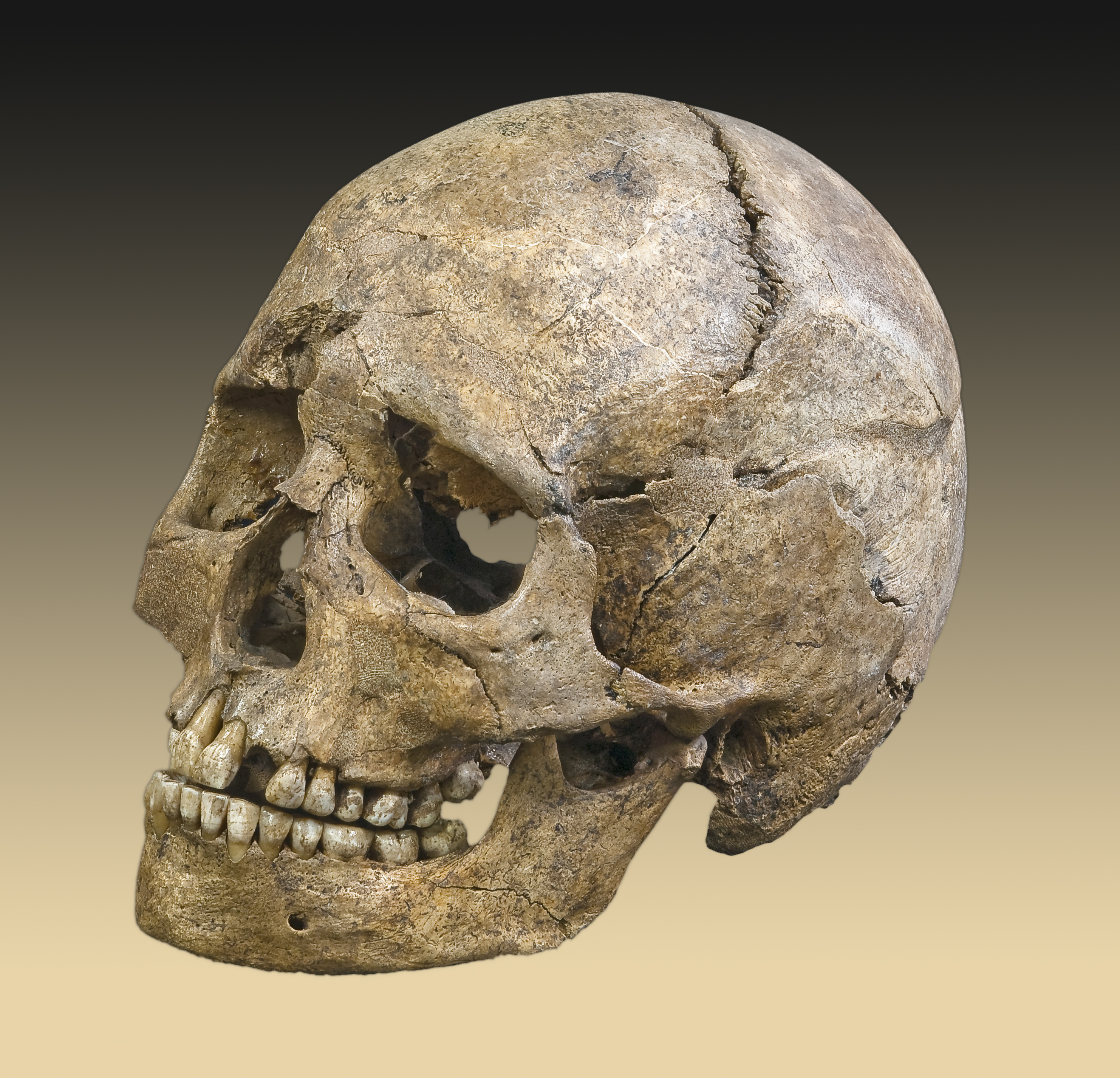